# 高丘氏
高丘氏（たかおかし）は日本の氏族のひとつ。帰化系一族。

## 概要
秦の王族である参（昭襄王の弟）が高陵に封ぜられ高陵君になったため、子孫が高陵氏を称したという。漢高祖の時、諫議大夫の高陵顕が出た。後漢末期の高穆の時に戦乱を避けて朝鮮半島の楽浪郡に移住した。その子孫で百済からの渡来僧楽浪（さざなみ）詠の子、河内が高丘連、河内の子の比良麻呂のときに高丘宿禰の姓を賜った。
比良麻呂の子のうち高丘八束の流れが繁栄した。

### 宗家
京官人として正六位下から従五位下を極位とした。
鎌倉時代末期、高丘泰友は後醍醐天皇側に仕え元弘元年(1331年)9月29日笠置山の戦いで鎌倉幕府軍と戦って討死している。その後も京に残り応仁の乱の頃まで山城国の官人・武人として名を見る。のち摂津国川辺郡梶ケ島村（現在の兵庫県尼崎市）に移った。

### 高丘氏分家・高岡家
高丘泰友の次男高丘泰良が分家。南朝に仕えた。正平一統後は高丘宗家と共に応仁の乱の頃まで京で活動。江戸時代初期、山城国から武蔵国江戸に拠点を移した。